# Jasmin Bühler
Jasmin Bühler (* 1994) ist eine Schweizer Unihockeyspielerin, die beim Nationalliga-A-Verein Floorball Riders Dürnten-Bubikon-Rüti unter Vertrag steht.

## Karriere
Bühler debütierte 2012 in der Nationalliga B für Unihockey Leimental. 2013 fusionierte Unihockey Leimental mit den zwei weiteren Clubs. Während der Saison 2013/14 spielte sie daher für Unihockey Basel Regio. 2014 wechselte Bühler zum UHC Dietlikon. 2016 schloss sie sich den Floorball Riders Dürnten-Bubikon-Rüti an.